# Go Home

Go Home est un film franco-suisso-belgo-libanais réalisé par Jihane Chouaib et sorti en 2015. Il a été tourné au Liban avec Golshifteh Farahani dans le rôle principal.

## Description
Go Home est un manifeste poétique et contemporain qui questionne la notion d'appartenance, l'appartenance impossible ou l'appartenance imaginaire. C'est aussi un film sur l'enfance que l'on refuse de perdre, mais qu'il faut lâcher avant qu'elle ne nous tue.
Go Home est un film libanais qui n'en est pas un. Né de la nécessité de faire des films quand on a un trou noir à la place de la mémoire. Fait par une réalisatrice née au Liban juste avant la guerre civile, élevée dans un Mexique aussi coloré que macabre, et qui a réalisé la plupart de ses films en France (dont le moyen métrage Sous mon lit présenté à la Semaine de la critique du festival de Cannes)[Interprétation personnelle ?].

## Synopsis
Quand Nada revient au Liban, elle est devenue une étrangère dans son propre pays. Elle se réfugie dans sa maison de famille en ruines, hantée par son grand-père mystérieusement disparu pendant la guerre civile. Quelque chose est arrivé dans cette maison. Quelque chose de violent. Nada part à la recherche de la vérité.
En chemin, c’est elle-même qu’elle pourrait découvrir. 

## Fiche technique
- Scénario et réalisation : Jihane Chouaib
- Photographie : Tommaso Fiorilli
- Montage : Ludo Troch
- Musique : Béatrice Wick et Bachar Mar-Khalifé
- Son : Henri Maïkoff, Emmanuel Croset, Aline Gavroy
- Production déléguée : Paraiso Production Diffusion
- Coproducteurs : Dschoint Ventschr, Eklektik production

## Distribution
- Golshifteh Farahani : Nada
- Maximilien Seweryn : Sam
- François Nour : Jalal
- Julia Kassar : Colette
- Mireille Maalouf : Tante Nour

## Sélections en festival
- Busan International Film Festival (South-Korea) - New Currents Competition - Octobre 2015
- Dubai International Film Festival (UAE) - Muhr Feature - Décembre 2015